# 漫画の描き方
『漫画の描き方』（まんがのかきかた）は、漫画講座ビデオ及び教則本のひとつ。

## 概要
1990年代に発売された、冊子版の監修も務める講師の稲田輝美自身が実技を行いつつ漫画の描き方を解説する教則ビデオ。発行元のアイシーが画材を卸している画材店・文具店の他、コミックマーケット等の同人誌即売会に出店する同社の販売ブースで入手することが出来た。実技中にBGMや効果音等は流れず、原稿用紙の上をペンや鉛筆が走る音を聞き取ることが出来る。全体として生真面目な教育ソフトの作りをしており、エンターテイメント性は完全に排除されている。制作された時期がそれ以前に比べてプロ用の画材が安価になり、漫画制作の現場がデジタル化される途上の時期であるため、現在では手作業でなくPC上で行うことも多くなったトーンフラッシュ等のトーンワークをじっくり見ることが出来るのも特徴のひとつである。「白黒原稿編」の場合、60分のうち最後の10分はQ&Aコーナーになっており、初心者役の女性の質問に講師が答える形式になっている。「白黒原稿編」ではナワアミ、ベタフラッシュに関する質問に答え、実技を行っている。

## スタッフ
- 講師：稲田輝美（本編内にテロップが出るが、パッケージには名前は掲載されていない）
- 監修：デザインオフィス・カシス
- 制作協力：ジャラン・インターナショナル
- 制作・販売元：アイシー株式会社

## 関連商品
VHSビデオと解説本がアイシー株式会社で発行されていた。解説本についてはアイシーが販売していた初心者向け画材セットなど等に同梱されていたが、現在は『漫画・イラストの描き方入門』、『漫画・カラーイラストの描き方基本・ステップアップ編』に承継されている。ビデオ教材については現有のラインナップには存在しない。

### 教則ビデオ(VHS)
| 発売日 | タイトル                     | 収録時間 | 規格品番 |
| ------ | ---------------------------- | -------- | -------- |
|        | 漫画の描き方〈背景編〉       | 60分     |          |
|        | 漫画の描き方〈Q＆A編〉       | 60分     |          |
|        | 漫画の描き方〈白黒原稿編〉   | 60分     |          |
|        | 漫画の描き方〈カラー原稿編〉 | 50分     |          |

### 学習材・解説本
| 発売日        | タイトル                        | ページ   | 書籍コード |
| ------------- | ------------------------------- | -------- | ---------- |
| 1990年8月1日  | 漫画の描き方 基本編             | 60ページ | ISBN       |
| 1992年6月1日  | 漫画の描き方 応用編             | 85ページ | ISBN       |
| 1993年5月1日  | 漫画の描き方 カラー編・設定編   | 91ページ | ISBN       |
| 1997年10月1日 | 漫画の描き方 コミックマーカー編 | 92ページ | ISBN       |